# سفارت ایالات متحده آمریکا در سئول
سفارت ایالات متحده آمریکا در سئول (به لاتین: Embassy of the United States) یک منطقهٔ مسکونی و نمایندگی سیاسی ایالات متحده آمریکا در کره جنوبی است که در سئول واقع شده‌است.